# Lucilla Giagnoni
Lucilla Giagnoni (Firenze, 4 ottobre 1964) è un'attrice, sceneggiatrice e autrice televisiva italiana.

## Biografia
Ha frequentato negli anni ottanta la Bottega di Vittorio Gassman a Firenze dove, oltre allo stesso Gassman, ha incontrato e lavorato con grandi personaggi come Paolo Giuranna e Jeanne Moreau.
Dal 1985 al 2002 lavora e collabora all'attività del Teatro Settimo, compagnia teatrale torinese diretta da Gabriele Vacis, partecipando alla creazione di quasi tutti gli spettacoli prodotti dal teatro stesso.
Dopo anni di teatro e importanti collaborazioni si dedica alla creazione e produzione dei propri spettacoli. Da più anni è impegnata in attività didattica e di formazione per ragazzi e adulti. Da gennaio 2016 è la direttrice artistica del Nuovo teatro Faraggiana di Novara.

## Vita privata
È sposata con il musicista Paolo Antonio Pizzimenti e ha una figlia di nome Bianca con i quali vive a Novara.

## Teatro
- 1985  –  Elementi di struttura del Sentimento, regia di Gabriele Vacis, da "Le affinità elettive" di J.W. Goethe.
- 1988  –  Nel Tempo tra le guerre, regia di Gabriele Vacis, ispirato all'opera di Gabriel Garcia Marquez, Guimarraes Rosa e J.L. Borges.
- 1988  –  Istinto Occidentale,  con la regia di Gabriele Vacis, dedicato a "Tenera è la notte" di F.S. Fitzgerald.
- 1989  –  Stabat Mater
- 1990  –  La Storia di Romeo e Giulietta, con la regia di Gabriele Vacis, tratto dall'opera di Shakespeare.
- 1993  –  Villeggiatura, smanie, avventure e ritorno, regia di Gabriele Vacis, dalla trilogia goldoniana.
- 1995  –  Canto per Torino, regia di Gabriele Vacis.
- 1997  –  Olivetti, monologo, di Laura Curino e Gabriele Vacis, regia di Gabriele Vacis
- 1998  –  Adriano Olivetti, di Laura Curino e Gabriele Vacis, regia di Gabriele Vacis, con Laura Curino, Mariella Fabbris.
- 2000  –  Fenicie, regia di Gabriele Vacis.
- 2001  –  Macbeth Concerto, regia di Gabriele Vacis, con Laura Curino, Francesco De Francesco, Michele Di Mauro, scenofonia di Roberto Tarasco
- 2005  –  Califfa, con la regia di Alessandro Benvenuti, con Roberto Ciufoli, Viola Pornaro e Gianluca Ferrato.
- 2006  –  Chet Baker - viaggio al termine della musica, regia di Emilio Sioli, con Fabrizio Bosso Quartet
- 2008  –  AcquaDoro
- 2014  – La chimera, di Sebastiano Vassalli

### Testi teatrali
- A Bisanzio, di Emilio Sioli, Federica Federici e Lucilla Giagnoni.
- Apocalisse, testo di Lucilla Giagnoni e con la collaborazione di Maria Rosa Pantè. Ispirato all'ultimo Libro della Bibbia.
- Acquadoro, tratto da L'oro del mondo di Sebastiano Vassalli.
- Atlante, testo di Lucilla Giagnoni e Bruno Macaro.
- Big Bang, testo di Lucilla Giagnoni e con la collaborazione di Maria Rosa Pantè. Con il patrocinio dell'UNESCO.
- Chimera, testo di Lucilla Giagnoni tratto da: La Chimera di Sebastiano Vassalli.
- Disco Inferno-viaggio all'inferno di una attrice e di un Dj, testi di Lucilla Giagnoni e Alessio Bertallot. Dalla Divina Commedia.
- Donne-racconti di piccole donne scritti da grandi donne, con i canti de: Le Core e l'arpa di Micol Picchioni.
- Genesi, testo di Lucilla Giagnoni liberamente tratto da: La passione secondo G.H. di Clarice Lispector.
- Marilyn Monroe, testo di Michela Marelli e Lucilla Giagnoni.
- Mater- Spiritualis et Corporalis, testo di Lucilla Giagnoni, con Antonella Ruggiero.
- Terra d'acqua, testo di Lucilla Giagnoni e Bruno Macaro.
- Vergine Madre, progetto e testo di Lucilla Giagnoni. Dalla Divina Commedia.

## Cinema
- 1989  –  Nostos il ritorno, regia di Franco Piavoli.
- 1999  –  Il dolce rumore della vita, regia di Giuseppe Bertolucci.
- 2001  –  Storie d'Ombra. un Viaggio fra le Ombre e le Lanterne Magiche
- 2004  –  A/R Andata e Ritorno, regia di Marco Ponti.

## Radio
- Cicci Skicci (trasmissione per bambini)
- Giada (varietà con la Banda Osiris , Luciana Littizzetto, Marco Paolini ecc.)
- Lucilla.G, Radio2 (autrice e voce sola)
- Teatri alla radio

## Televisione
- 1997-1999  – Glu Glu, Rai SAT Ragazzi (autrice)
- 2000  –  Adriano Olivetti, Rai 3
- 2002  – C’è una favola per te, NETSYSTEM (autrice)
- 2007  –  Vergine Madre, Rai 2
- 2012  –  Quello che(non) ho, LA7
- 2021 - Lettura dei 100 canti della Commedia di Dante, Rai 5